# L’Alcúdia
L’Alcúdia – gmina w Hiszpanii, w prowincji Walencja, we wspólnocie autonomicznej Walencja, o powierzchni 23,67 km². W 2011 roku liczyła 11 437 mieszkańców.